# A Kajmán-szigetek a 2014. évi téli olimpiai játékokon
A Kajmán-szigetek az oroszországi Szocsiban megrendezett 2014. évi téli olimpiai játékok egyik részt vevő nemzete volt. Az országot az olimpián 1 sportágban 1 sportoló képviselte, aki érmet nem szerzett.

## Alpesisí
Férfi
| Versenyző   | Versenyszám      | 1. futam      | 1. futam      | 2. futam      | 2. futam      | Összesítés | Összesítés |
| Versenyző   | Versenyszám      | Idő           | Hely.         | Idő           | Hely.         | Idő        | Helyezés   |
| ----------- | ---------------- | ------------- | ------------- | ------------- | ------------- | ---------- | ---------- |
| Dow Travers | Műlesiklás       | 1:07,03       | 76.           | nem ért célba | nem ért célba | kiesett    | kiesett    |
| Dow Travers | Óriás-műlesiklás | nem ért célba | nem ért célba | kiesett       | kiesett       | kiesett    | kiesett    |